# Israel Railways
Israel Railways (en hebreu: רכבת ישראל) (transliterat: Rakevet Israel) és la companyia ferroviària nacional d'Israel, responsable de tots els serveis interurbans, de rodalies i de càrrega del país. Funciona des de 1948 i té la seu central en la ciutat de Tel-Aviv. Les línies de la xarxa són d'ample ferroviari estàndard, travessa la planúria costanera densament poblada d'Israel i des d'allà es ramifica en diverses direccions. A diferència dels vehicles terrestres, els ferrocarrils d'Israel Railways transiten pel costat esquerre de les vies.

## Línies

Línies d'Israel Railways a finals.

Les rutes de passatgers d'Israel Railways estan dividides en nou línies operatives: 
| Terminal (nord)          | Estacions intermèdies | Terminal (sud)            | Destinacions principals |
| ------------------------ | --- | ------------------------- | --- |
| Nahariya                 | Acre - Kiryat Motzkin - Kiryat Haim - Hutzot HaMifratz - Lev HaMifratz - Haifa Center - Haifa Bat Galim - Haifa Hof HaCarmel - Atlit - Binyamina - Universitat de Tel-Aviv - Tel Aviv Savidor Central - Tel Aviv HaShalom - Tel Aviv HaHagana - Lod - Kiryat Gat - Lehavim - Beersheba North | Beersheba Center          | Nahariya - Acre - HaKrayot - Haifa - Atlit - Binyamina-Guivat Ada / Or Aqiva - Tel-Aviv / Ramat Gan - Lod - Kiryat Gat - Lehavim / Rahat - Beersheba                                                                                                 |
| Kiryat Motzkin           | Kiryat Haim - Hutzot HaMifratz - Lev HaMifratz - Haifa Center - Haifa Bat Galim | Haifa Hof HaCarmel        | HaKrayot - Haifa |
| Binyamina                | Cesarea-Pardes Hanna - Hadera Dt.'arav - Netanya - Beit Yehoshua - Herzliya - Tel Aviv University - Tel Aviv Savidor Central Railway Station - Tel Aviv HaShalom - Tel Aviv HaHagana - Kfar Habad - Lod - Be'er Ja'akov - Rehovot - Yavne - Ashdod                                           | Ashkelon                  | Binyamina / Or Aqiva - Zona industrial de Cesarea / Pardes Hanna-Karkur - Hadera - Beit Yehoshua / Even Yehuda - Herzliya - Tel Aviv / Ramat Gan - Kfar Habad - Lod - Be'er Ja'akov - Rehovot / Ness Ziona - Yavne - Ashdod - Ashkelon / Kfar Silver |
| Hod Hasharon             | Kfar Saba - Rosh HaAyin Tzafon - Petah Tikva Segula - Kiryat Arye - Bnei Brak - Tel Aviv University - Tel Aviv Savidor Central Railway Station - Tel Aviv HaShalom - Tel Aviv HaHagana - Holon Junction - Holon-Wolfson - Bat Yam-Yoseftal - Bat Yam-Komemiyut                               | Rishon LeZion Moshe Dayan | Kfar Sava / Hod HaSharon - Rosh HaAyin / Neve Yerek - Petah Tikva - Bnei Brak / Ramat Gan - Tel Aviv - Holon - Bat Yam - Rishon LeZion |
| Tel Aviv HaHagana        | Lod Ganei Aviv - Lod | Rishon LeZion HaRishonim  | Tel Aviv - Lod - Rishon LeZion / Ness Ziona |
| Tel Aviv Savidor Central | Tel Aviv HaShalom - Tel Aviv HaHagana - Lod - Ramla - Beit Shemesh - Biblical Zoo | Jerusalem Malha           | Tel Aviv / Ramat Gan - Lod - Ramla - Beit Shemesh - Jerusalem |
| Tel Aviv Savidor Central | Tel Aviv HaShalom - Tel Aviv HaHagana - Lod - Kiryat Gat - Lehavim Center - Beersheba North | Beersheba Center          | Tel Aviv / Ramat Gan - Lod - Kiryat Gat - Lehavim / Rahat - Beersheba |
| Beersheba North          | - | Dimona                    | Beerxeba - Dimona |
| Tel Aviv Savidor Central | Aeroport Internacional Ben Gurion - Paatei Modi'in | Modi'in Central           | Tel Aviv - Modi'ín |

## Trens

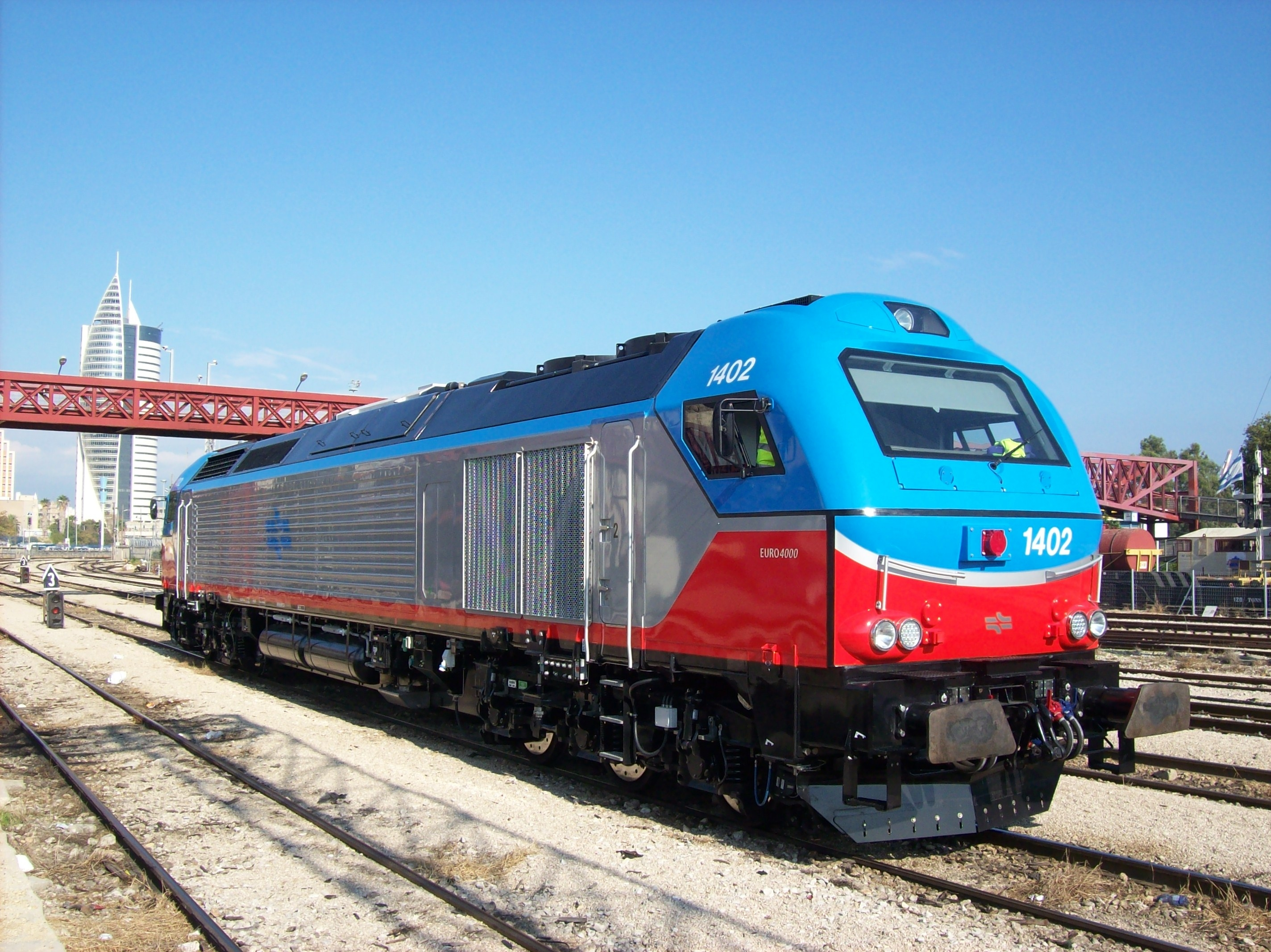
Euro 4000.

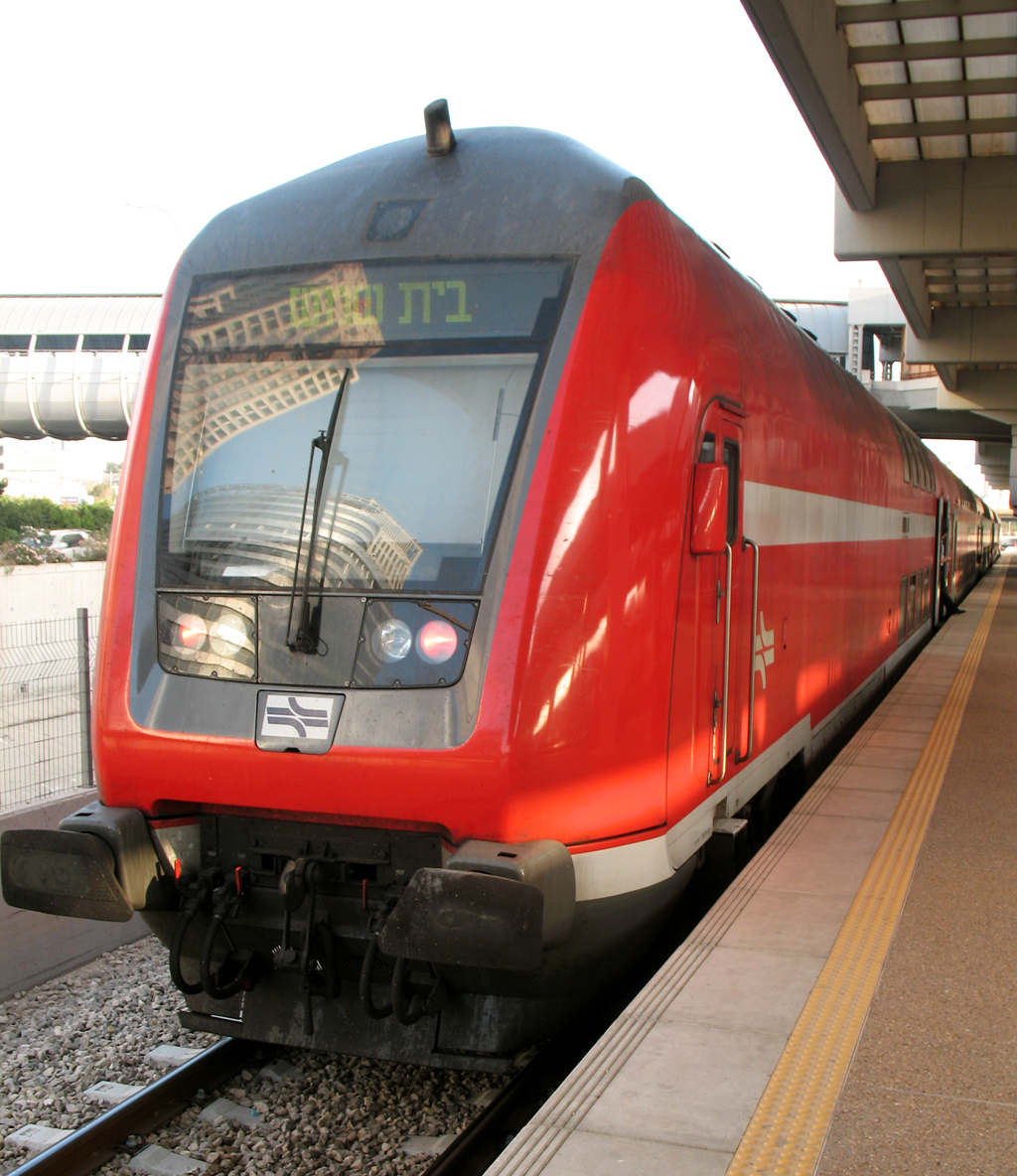
Unitat de dos pisos Bombardier.

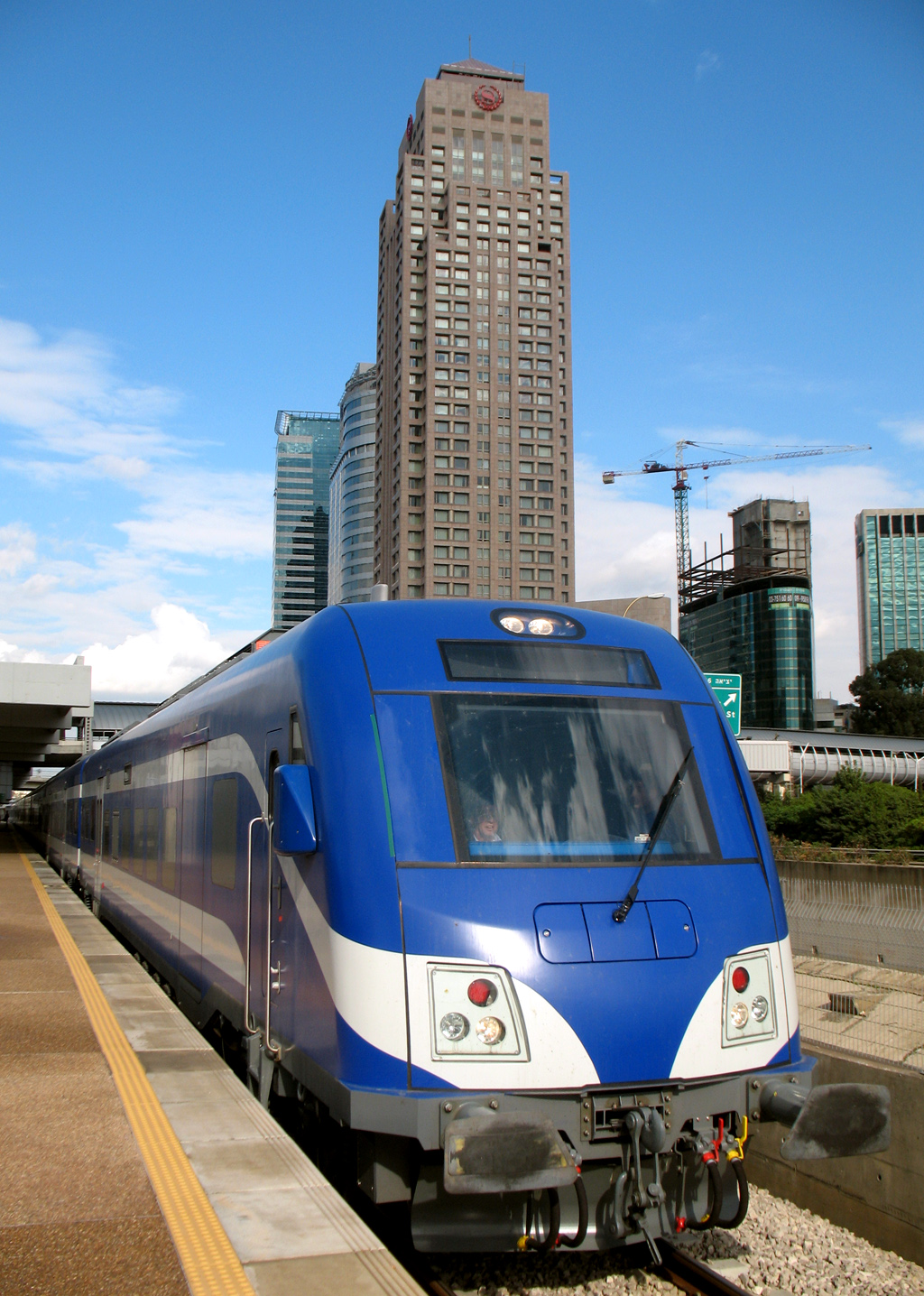
Siemens Viaggio Light.

Israel Railways compta amb els següents trens de passatgers i locomotores:
- Locomotores dièsel-elèctriques EMD G12 Bo-Bo. Israel va importar vint-i-tres d'EMD entre 1954 i 62 i va capturar quatre més d'Egyptian National Railways en la Guerra dels Sis Dies, de 1967. Algunes unitats s'han retirat de circulació i en l'actualitat es troben en el Museu de Ferrocarrils d'Israel, en Haifa.[1]
- Locomotores dièsel-elèctriques EMD G16 Co-Co, construïdes per Egyptian National Railways entre 1960 i 61 i capturades durant la Guerra dels Sis Dies. Una d'aquestes locomotores es troba en el museu.[1]
- 12 locomotores dièsel-elèctriques EMD G26 Co-Co, introduïdes entre 1971 i 82.
- Locomotores Vossloh Euro (EMD) afegides en 2011.
- Locomotores de diésel Alstom/EMD JT42BW i JT42CW, agregades en 1996.
- ABB Scandia IC3 introduïdes en 1992.
- Trens GEC Alstom introduïts en 1996, armats a Israel per Haargaz.
- Trens de doble pis Bombardier, agregats en 2001; en 2010 es van encarregar més unitats a Bombardier.[2]
- Trens de passatgers Siemens Viaggio Light (configurats com a "tren ISR SDPP"), agregats en 2009.[3][4]
- Locomotores Alstom GA-DE900 AC.
- InterCityExpress ICE 2 introduïdes en 2017.

### Unitats retirades de circulació
- Boris Kidrič/Metalka "Jou", agregada entre 1964 i 72[5][6]
- Trens Esslingen (introduïts en 1956)

## Accidents notables
- El 26 de desembre de 1963, dos trens de passatgers de l'aleshores línia principal d'una sola mà que connectava Tel-Aviv amb Haifa van xocar de front en l'estació de Bet Yehoshua, al sud de Netanya. El tren que anava cap al nord havia passat una llum vermella i la seva locomotora va continuar rodant fins que va xocar a l'altre tren. Cap dels trens es va descarrilar, però en un dels trens es va trencar un acoblador i va causar que se separessin els tres vagons posteriors a ell. El fre automàtic hauria d'haver detingut als vagons solts, però no ho va fer, per la qual cosa van començar a rodar marxa enrere cap al sud. 55 persones van resultar ferides, però solament tres d'elles van haver de ser traslladades a un hospital. Els maquinistes van sobreviure però els dos trens van quedar totalment destruïts.
- En 1972, un tren va xocar contra un camió militar i va causar la mort de 18 soldats.
- L'11 de juny de 1985, un tren va xocar amb un autobús escolar i va causar la mort de 19 nens i tres adults, prop del moshav de HaBonim.
- El 21 de juny de 2005, un tren IC3 va xocar amb un camió de càrrega prop del kibbutz Revadim; vuit persones van morir i 198 van resultar ferides.[7]
- El 8 de juliol de 2005, un tren va xocar amb un camió entre Kiryat Gat i Ahuzam; va causar la mort de l'enginyer ferroviari i va deixar 38 ferits.[8][9]
- El 12 de juny de 2006, un tren va col·lidir amb un altre camió prop de Beit Yehoshua, deixant cinc morts i més de 80 ferits.[10][11]
- El 27 de desembre de 2009, un tren va xocar amb un acte prop de Kiryat Gat. El conductor, que va morir en l'accident, havia continuat el seu camí sense detenir-se per deixar passar al tren.[12]
- El 5 d'agost de 2010, un tren va xocar amb un minibus prop de Kiryat Gat, amb un saldo de set morts i sis ferits. L'accident va tenir lloc a les 19:05, hora local, en la Ruta 353, aparentment quan el minibus intentava creuar un pas a nivell.[13][14]
- El 28 de desembre de 2010, es va deslligar un incendi en un tren prop del kibbutz Yakum, probablement per un curtcircuit: 116 persones van resultar ferides.[15]
- El 7 d'abril de 2011, dos trens van xocar de front prop de Netanya, amb un saldo de 59 ferits.[16]